# Escola Mary T. Ronan
A Escola Mary T. Ronan, originalmente Escola da Avenida Bradstreet, é um edifício histórico, que antes de 1986 funcionava como escola, no 154 da Avenida Bradstreet em Revere, Massachusetts. O edifício de tijolo de arquitetura neoclássica de dois andares e meio foi construído em 1896, durante um período de rápido crescimento no bairro de Beachmont da cidade. Eventualmente foi renomeado em honra a um dos seus primeiros directores. O edifício converteu-se em moradia para adultos maiores em 1981. Destaca-se pela sua secção primeiramente elaborada, com pilastras de tijolo de altura completa nos cantos e uma abertura de arco redondo flanqueada por janelas estreitas de arco de médio ponto.

O edifício foi enlistado no Registro Nacional de Lugares Históricos em 1982.